# پنجاه و نهمین مراسم جایزه گرمی
پنجاه و نهمین مراسم جایزه گرمی در ۱۲ فوریه ۲۰۱۷، در سالن استیپلز سنترلس آنجلس، کالیفرنیا برگزار شده است. جوایز این مراسم به بهترین ضبط، ترانه‌سرایان و خوانندگان فعال در بین ۱ اکتبر ۲۰۱۵ تا ۳۰ سپتامبر ۲۰۱۶ داده شد. نامزدهای این مراسم در ۶ دسامبر ۲۰۱۶ اعلام شدند.
جیمز کوردن برای اولین بار، میزبان این مراسم بود. بیانسه با ۹ نامزدی بیشترین نامزدی را برای جوایز گرمی داشت. ادل و دیوید بووی با دریافت ۵ جایزه از جمله آلبوم سال برندگان بزرگ این مراسم بودند.

## اجراکنندگان
اولین مجموعه از افرادی که در این مراسم اجرا خواهند داشت در ۱۶ ژانویه اعلام شدند.

## نامزدها و برنده‌ها

### عمومی
ضبط سال
- "سلام" - ادل
- "تشکیلات" - بیانسه
- "۷ سال" - لوکاس گراهام
- "کار" - ریحانا به همراه دریک
- "استرس‌زده" - تونتی وان پایلوتس

آلبوم سال
- "۲۵" - ادل
- "لیموناد" - بیانسه
- "هدف" - جاستین بیبر
- "نماها" - دریک
- "A Sailor's Guide to Earth" - Sturgill Simpson

ترانه سال
- "سلام"
- "تشکیلات"
- "در ایبیزا یک قرص خوردم"
- "خودت را دوست داشته باش"
- "۷ سال"

بهترین هنرمند جدید
- چنس د رپر
- Kelsea Ballerini
- د چینسموکرز
- Maren Morris
- Anderson Paak

### پاپ
بهترین اجرای پاپ تک‌نفره
- "سلام" - ادل
- "Hold Up" - بیانسه
- "خودت را دوست داشته باش" - جاستین بیبر
- "یکی یکی" - کلی کلارکسون
- "زن خطرناک" - آریانا گرانده

بهترین اجرای پاپ دونفره/گروهی
- "استرس‌زده" - تونتی وان پایلوتس
- "نزدیک‌تر" - د چینسموکرز به همراه هالزی
- "۷ سال" - لوکاس گراهام
- "کار" - ریحانا به همراه دریک
- "حال ارزون" - سیا به همراه شان پال

بهترین آلبوم آواز پاپ
- ۲۵ - ادل
- هدف - جاستین بیبر
- زن خطرناک - آریانا گرانده
- مطمئن - دمی لواتو
- این اداست - سیا